# Wattsia mossambica
Wattsia mossambica är en fiskart som först beskrevs av Smith, 1957.  Wattsia mossambica ingår i släktet Wattsia och familjen Lethrinidae. Inga underarter finns listade i Catalogue of Life.